# Ferdinand Maximilian Brokoff
Ferdinand Maxmilián Brokoff (nascido a 12 de Setembro de 1688 e falecido a 8 de Março de 1731) foi um escultor do barroco checo.

## Biografia
Nascido em 1688, é filho do escultor de madeira Jan Brokoff. Fez formação na oficina do seu pai, onde o seu irmão mais velho Michael Johann Joseph trabalhava. Quando tinha cerca de vinte anos, Ferdinand Maxmilián assumiu a direção da oficina de Brunel.
Participou na decoração plástica da Ponte Carlos com obras independentes até 1709. Paralelamente a estas obras, foi empregado em palácios nobres e praças públicas (cariátides em forma de mouro no Palácio Morzin, Praga, 1713/14). Em 1715/16, juntamente com J. B. Fischer von Erlach, realizou o seu projeto para um túmulo para o Supremo Chanceler da Boémia, Conde Wratislaw v. Mitrowitz (St. Jacob, Praga), depois um grande relevo em mármore representando a família de Cristo na Igreja Nossa Senhora de Týn em Praga (1718). No início de 1722, Fischer von Erlach chamou-o a Breslau para decorar a capela da catedral principesca. Em 1726, encontrava-se novamente em Praga, onde construiu a Coluna de Maria na Praça Hradschiner (1726-28). Foi então chamado a Viena, onde, no mesmo ano, fez o modelo para a cena de estuque no altar-mor da Igreja de São Carlos, em Viena, senmdo provável ter executado. Em 1728 tornou-se cidadão da nova cidade de Praga. Em 1729, Ferdinand Maxmilián Brokoff foi chamado para decorar a igreja cisterciense em construção em Grüßau (Silésia), onde trabalhou nos modelos até março de 1730. Morreu, tal como o seu irmão, de doença pulmonar.

## Trabalho
A sua importância para a escultura checa reside na introdução da composição de figuras em movimento no espírito do barroco italiano de Bernini. Ferdinand Maxmilián Brokoff, no entanto, não foi tão longe como o Sr. Braun na resolução de superfícies e contornos.